# کاکایی مدیترانه‌ای

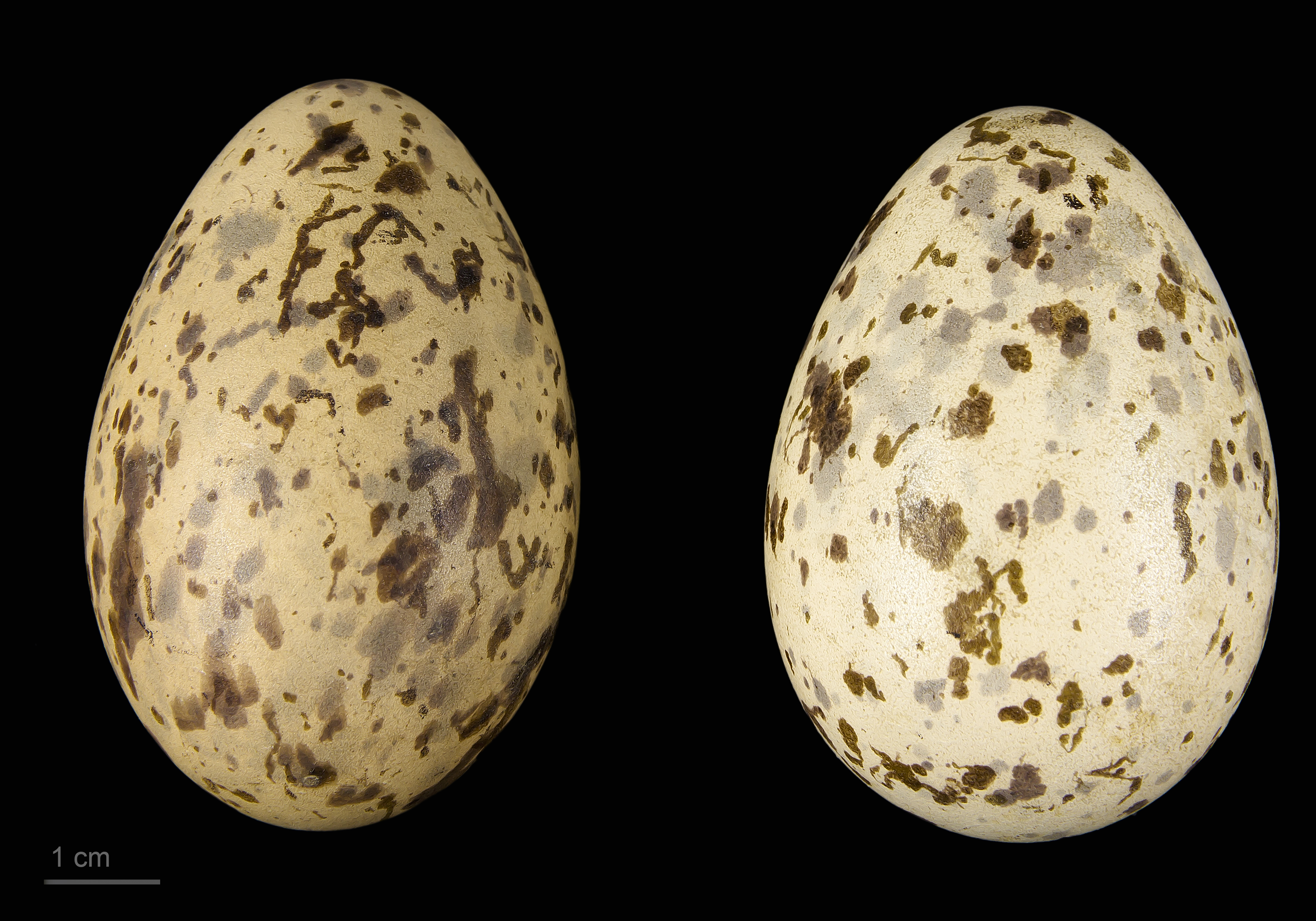
Ichthyaetus melanocephalus

کاکایی مدیترانه‌ای (نام علمی: Ichthyaetus melanocephalus) نام یک گونه از تیره مرغ نوروزی است.